# Новоугольный
Новоу́гольный — упразднённый рабочий посёлок в Тульской области, Россия. В 2005 году включен в состав города Донской.

## История
Постановлением Президиума ВЦИК от  1 июля 1934 г. населенные пункты при шахтах № № 12 и 13 преобразованы в рабочий посёлок Новоугольный.
В 1934—1937 и 1942—1957 годах входил в Донской район Московской области, в 1937—1942 и 1957—1963 — в Донской район Тульской области, с 1963 года находился в административном подчинении городу Донской.
В 2005 году вошёл в черту города Донской.

## Население
| 1939   | 1959  | 1970  | 1979  | 1989  | 2002  |
| ------ | ----- | ----- | ----- | ----- | ----- |
| 10 203 | ↘7430 | ↘6289 | ↘6106 | ↗7224 | ↗7277 |

## Инфраструктура
В советское время в Новоугольном велось производство стройматериалов, имелись мебельная фабрика и завод шахтной железобетонной крепи.

## Транспорт
На май 2021 года действует автобусные маршруты 71, 131, маршрутка 155.